# Mistrovství světa ve vodním slalomu 2003
Mistrovství světa ve vodním slalomu 2003 se uskutečnilo ve německém Augsburgu pod záštitou Mezinárodní kanoistické federace. Jednalo se o 28. mistrovství světa ve vodním slalomu.

## Muži

### Kánoe
| Závod       | Zlato                                                                                                | Body   | Stříbro                                                                                      | Body   | Bronz | Body   |
| C1          | Michal Martikán (SVK)                                                                                | 208.14 | Tony Estanguet (FRA)                                                                         | 209.52 | Stefan Pfannmöller (GER)                                                                                 | 212.69 |
| C1 družstvo | Slovensko Alexander Slafkovský Juraj Minčík Michal Martikán                                          | 212.24 | Francie Tony Estanguet Emmanuel Brugvin Patrice Estanguet                                    | 213.92 | Česko Tomáš Indruch Jan Mašek Stanislav Ježek                                                            | 214.41 |
| C2          | Německo Marcus Becker Stefan Henze                                                                   | 214.52 | Česko Jaroslav Volf Ondřej Štěpánek                                                          | 221.66 | Slovensko Pavol Hochschorner Peter Hochschorner                                                          | 225.17 |
| C2 družstvo | Česko Jaroslav Volf a Ondřej Štěpánek Jaroslav Pospíšil a Jaroslav Pollert Marek Jiras a Tomáš Máder | 234.99 | Německo Marcus Becker a Stefan Henze André Ehrenberg a Michael Senft Kay Simon a Robby Simon | 237.74 | Polsko Andrzej Wójs a Sławomir Mordarski Jarosław Miczek a Wojciech Sekuła Marcin Pochwała a Paweł Sarna | 256.24 |

### Kajak
| Závod       | Zlato                                                     | Body   | Stříbro                                         | Body   | Bronz                                               | Body   |
| K1          | Fabien Lefèvre (FRA)                                      | 197.88 | David Ford (CAN)                                | 199.69 | Helmut Oblinger (AUT)                               | 199.70 |
| K1 družstvo | Švýcarsko Thomas Mosimann Mathias Röthenmund Michael Kurt | 211.71 | Nizozemsko David Backhouse Floris Braat Sam Oud | 213.80 | Německo Thilo Schmitt Thomas Schmidt Claus Suchanek | 216.17 |

## Ženy

### Kajak
| Závod       | Zlato                                                      | Body   | Stříbro                                                      | Body   | Bronz                                                                  | Body   |
| K1          | Štěpánka Hilgertová (CZE)                                  | 224.02 | Jennifer Bongardtová (GER)                                   | 226.81 | Rebecca Giddensová (USA)                                               | 228.10 |
| K1 družstvo | Česko Štěpánka Hilgertová Vanda Semerádová Irena Pavelková | 251.76 | Německo Jennifer Bongardtová Claudia Bärová Mandy Planertová | 253.84 | Spojené království Helen Reevesová Heather Corrieová Laura Blakemanová | 256.35 |

## Medailové pořadí zemí
| Pořadí | Země               | Zlato | Stříbro | Bronz | Celkem |
| ------ | ------------------ | ----- | ------- | ----- | ------ |
| 1      | Česko              | 3     | 1       | 1     | 5      |
| 2      | Slovensko          | 2     | 0       | 1     | 3      |
| 3      | Německo            | 1     | 3       | 2     | 6      |
| 4      | Francie            | 1     | 2       | 0     | 3      |
| 5      | Švýcarsko          | 1     | 0       | 0     | 1      |
| 6      | Kanada             | 0     | 1       | 0     | 1      |
| 6      | Nizozemsko         | 0     | 1       | 0     | 1      |
| 8      | Rakousko           | 0     | 0       | 1     | 1      |
| 8      | Polsko             | 0     | 0       | 1     | 1      |
| 8      | Spojené království | 0     | 0       | 1     | 1      |
| 8      | USA                | 0     | 0       | 1     | 1      |
| Celkem | Celkem             | 8     | 8       | 8     | 24     |